# Étoile de type B à pulsation lente
Une étoile de type B à pulsation lente (en anglais slowly pulsating B-type star, abrégé SPB), anciennement connue comme une (étoile) variable de type 53 Persei, est un type d'étoile variable pulsante. Il s'agit d'étoiles de la séquence principale de type B2 à B9 (c'est-à-dire 3 à 9 fois plus massive que le Soleil) qui pulsent avec des périodes comprises entre une demi-journée et cinq jours environ ; en fait, la plupart des étoiles de ce type combinent plusieurs périodes d'oscillation. Elles montrent une variabilité à la fois dans leur luminosité et dans le profil de leurs raies spectrales. La variation en luminosité est généralement inférieure à 0,1 magnitude, si bien que leurs variations sont difficilement perceptibles à l’œil nu. La variabilité de ces étoiles s'accroît quand on les observe dans des longueurs d'onde plus courtes, si bien qu'elle est plus évidente dans l'ultraviolet qu'en lumière visible. Leurs pulsations sont non-radiales, c'est-à-dire qu'elles varient en forme mais pas en volume ; certaines parties de l'étoile s'étendent, tandis qu'au même moment d'autres se contractent.
Les étoiles de type B à pulsation lente ont été identifiées pour la première fois par les astronomes Christoffel Waelkens et Fredy Rufener en 1985 alors qu'ils analysaient la variabilité des étoiles bleues, chaudes. Les améliorations réalisées en photométrie ont permis de mettre plus facilement en évidence de petites variations de magnitude, et ils ont alors trouvé qu'une grande partie des étoiles chaudes étaient intrinsèquement variables. Il les ont désignées en tant qu'étoiles de type 53 Persei d'après leur prototype, 53 Persei. Dix d'entre-elles étaient connues en 1993. Cependant, Waelkens n'était pas certain que leur prototype en soit effectivement membre, et il recommanda de désigner le groupe comme les étoiles de type B à pulsation lente (slowly pulsating B (SPB) stars). Le General Catalogue of Variable Stars utilise l'acronyme LPB pour désigner les « étoiles pulsantes de type B à période comparativement longue (dépassant un jour) » , bien que cette terminologie soit rarement utilisée ailleurs.
Les variables de type Beta Cephei voisines ont des périodes plus courtes et pulsent selon le mode p, alors que les étoiles SPB pulsent selon le mode g. En 2007, 51 étoiles SPB étaient confirmées et 65 autres étoiles étaient considérées comme en étant possiblement membres. Six étoiles, Iota Herculis, 53 Piscium, Nu Eridani, Gamma Pegasi, HD 13745 (V354 Persei) et 53 Arietis montent à la fois une variabilité de type Beta Cephei et de type SPB.

## Liste
La liste suivant contient une sélection d'étoiles de type B à pulsation lente qui sont d'intérêt pour les astronomes amateurs ou professionnels. Sauf mention contraire, les magnitudes données sont dans la bande V.
| Étoile           | Magnitude moyenne | Type spectral | Période (jours) | Distance (parsecs) |
| ---------------- | ----------------- | ------------- | --------------- | ------------------ |
| Gamma Pegasi     | 2,84              | B2IV          | [ note 1 ]      | 113                |
| Zeta Pegasi      | 3,41              | B8V           | 0,96            | 63                 |
| Omicron Velorum  | 3,63              | B3IV          | 2,80            | 151                |
| Iota Herculis    | 3,80              | B3IV          | 3,49            | 139                |
| Gamma Muscae     | 3,88              | B3V           | 2,73            | 100                |
| Tau Herculis     | 3,90              | B5IV          | 1,25            | 94                 |
| Nu Eridani       | 3,92              | B2III         | [ note 1 ]      | 207                |
| Mu Eridani       | 4,00              | B5IV          | [ note 2 ]      | 160                |
| Rho Lupi         | 4,05              | B5V           | 0,45            | 97                 |
| HD 105382        | 4,47              | B6IIIe        | 1,30            | 134                |
| Tau8 Eridani     | 4,63              | B5V           | 0,86            | 116                |
| Nu Pavonis       | 4,64              | B7III         | 0,86            | 135                |
| HY Velorum       | 4,82              | B3IV          | 1,55            | 148                |
| HD 131120        | 5,01              | B7IIIp        | 1,57            | 151                |
| HR 5780          | 5,17              | B5V           | 1,26            | 122                |
| 3 Vulpeculae     | 5,19              | B6III         | 1,26            | 120                |
| 12 Lacertae      | 5,23              | B2III         | [ note 1 ]      | 411                |
| WZ Columbae      | 5,29              | B9,5V         | 1,38            | 131                |
| V575 Persei      | 5,30              | B5V           |                 | 166                |
| Xi Octantis      | 5,31              | B6V           | 1,77            | 151                |
| 40 Tauri         | 5,33              | B5V           | 1,53            | 196                |
| 25 Serpentis     | 5,39              | B8III         | 0,87            | 188                |
| GU Eridani       | 5,43              | B5IV          | 1,87            | 200                |
| HR 3600          | 5,54              | B5V           |                 | 132                |
| KL Velorum       | 5,56              | B8            | 2,91            | 212                |
| HD 1976          | 5,58              | B5IV          | 1,06            | 307                |
| V450 Carinae     | 5,64              | B9III+B8V     | 1,65            | 151                |
| EO Leonis        | 5,66              | B2V           | 2,78            | 289                |
| V539 Arae        | 5,71              | B2/B3Vnn      | [ note 2 ]      | 303                |
| HD 128207        | 5,73              | B8V           | 0,48            | 147                |
| HD 27563         | 5,84              | B5III         | 3,80            | 242                |
| 26 Canis Majoris | 5,90              | B2IV/V        | 2,73            | 257                |
| 16 Monocerotis   | 5,92              | B3V           | 1,94            | 263                |
| V335 Velorum     | 5,93              | B,25III       | 3,76            | 704                |
| V869 Centauri    | 5,96              | B9IV          | 1,46            | 251                |
| V363 Puppis      | 5,97              | B2,5V+B9V     | 0,70            | 278                |
| V433 Aurigae     | 5,99              | B2IV-V        | 4,64            | 325                |
| V1141 Tauri      | 6,00              | B8IV-V        | 0,62            | 170                |
| HD 206540        | 6,05              | B5IV          | 1,39            | 215                |
| HR 1397          | 6,07              | B6IV          | 1,26            | 198                |
| V576 Persei      | 6,09              | B7V           | 0,84            | 159                |
| V2100 Cygni      | 6,11              | B5III         | 2,61            | 239                |
| HR 2517          | 6,15              | B2,5III       | 2,56            | 2500               |
| V492 Carinae     | 6,18              | B3V           | 1,06            | 370                |
| HR 1328          | 6,20              | B9V           | 0,38            | 121                |
| V4199 Sagittarii | 6,26              | B5III         | 1,24            | 240                |
| HR 3562          | 6,26              | B3IV          |                 | 370                |
| V4198 Sagittarii | 6,28              | B8V           | 1,19            | 186                |
| V377 Lacertae    | 6,32              | B7III         | 2,62            | 305                |
| DY Chamaeleontis | 6,32              | B8IV          | 0,97            | 236                |
| HR 2680          | 6,33              | B3V           | [ note 2 ]      | 258                |
| V473 Carinae     | 6,35              | B5V           | 0,95            | 218                |
| V405 Lacertae    | 6,37              | B5V           | 1,02            | 170                |
| HD 34798         | 6,39              | B5Vs          | 1,28            | 263                |
| HD 176582        | 6,40              | B5V           | 1,58            | 292                |
| V1377 Orionis    | 6,41              | B3III         | 1,01            | 476                |
| HR 8768          | 6,42              | B2V           | 3,25            | 326                |
| GY Eridani       | 6,42              | B3V           | 1,33            | 220                |
| QZ Velorum       | 6,49              | B1IIIn        | 1,03            | 813                |
| V550 Lyrae       | 6,49              | B3V           | 1,69            | 379                |
| HD 208727        | 6,50              | B8V           | 0,32            | 330                |
| HD 43317         | 6,61              | B3IV          | [ note 1 ]      | 369                |
| 23 Sextantis     | 6,64              | B3,2IV        | [ note 1 ]      | 769                |
| HD 33331         | 6,90              | B5III         | 1,15            | 296                |
| HD 163868        | 7,36              | B5Ve          | [ note 3 ]      | 588                |
| HD 163899        | 8,30              | B2Ib/II       | 23,20           |                    |
| HD 50209         | 8,36              | B9Ve          | 0,67            | 694                |